# La Pureza
La Pureza är en ort i Mexiko.   Den ligger i kommunen Amatenango de la Frontera och delstaten Chiapas, i den sydöstra delen av landet, 900 km sydost om huvudstaden Mexico City. La Pureza ligger 742 meter över havet och antalet invånare är 181.
Terrängen runt La Pureza är kuperad österut, men västerut är den bergig. La Pureza ligger nere i en dal. Runt La Pureza är det ganska tätbefolkat, med 80 invånare per kvadratkilometer. Närmaste större samhälle är Frontera Comalapa, 9,2 km norr om La Pureza. I omgivningarna runt La Pureza växer huvudsakligen savannskog.